# Blandville
Blandville é uma cidade localizada no estado americano de Kentucky, no Condado de Ballard.

## Demografia
Segundo o censo americano de 2000, a sua população era de 99 habitantes.

## Geografia
De acordo com o United States Census Bureau tem uma área de 
0,5 km², dos quais 0,5 km² cobertos por terra e 0,0 km² cobertos por água. Blandville localiza-se a aproximadamente 117 m acima do nível do mar.

## Localidades na vizinhança
O diagrama seguinte representa as localidades num raio de 20 km ao redor de Blandville. 